# محمدصادق خاتون‌آبادی
میر محمّدصادق خاتون‌آبادی فرزند میرزا حسین نایب الصدر (زادهٔ ۱۲۸۵ قمری، اصفهان – درگذشته ۱۳۴۸ قمری) عالم زاهد، فقیه محقّق، از مراجع تقلید شیعه و مدرّس نامدار حوزه علمیه اصفهان و از استادان سید روح‌الله خمینی بوده است. 
خاتون‌آبادی از شاگردان مبرّز آخوند خراسانی بوده و در تألیف کتاب «کفایة الاصول» آخوند که از مهم‌ترین و دقیق‌ترین کتاب‌های علم اصول فقه شیعه است، یار و مُعین او بود. وی تحصیلات خود را در اصفهان آغاز نمود و در ۱۷ سالگی تحصیلاتش را در نجف ادامه داد و پس از کسب اجتهاد در سال ۱۳۲۴ قمری به اصفهان بازگشت و در مدرسه جدّه بزرگ به تدریس فقه و اصول پرداخت. سید محمد حسینی بهشتی نوهٔ دختری اوست.
این محمدصادق خاتون‌آبادی مذکور استاد سید روح‌الله خمینی، غیر از میر محمدصادق خاتون آبادی (درگذشته ۱۲۷۱ق) نویسنده کتاب اربعین کشف الحق می‌باشد.

## فعالیتهای سیاسی و علمی
خاتون‌آبادی به همراه آقا نورالله نجفی و محمدرضا نجفی در سال ۱۳۴۵ق، سفری تاریخی به قم در اعتراض به حکومت پهلوی داشتند، خاتون آبادی در ایّام چند ماهه اقامت در قم به تدریس پرداخت که جمعی از شاگردان عبدالکریم حائری یزدی از جمله روح‌الله خمینی در درس او و محمّدرضا نجفی شرکت نمودند. گفته شده خمینی به قدری شیفته بیان و مقام علمی خاتون آبادی بود که هنگام بازگشت استاد به اصفهان و تعطیلی درسش، گریه می‌کرد و با دیده اشک بار استادش را بدرقه نمود.

## تالیفات
- همکاری در تألیف کتاب کفایة الاصول آخوند خراسانی[۱]
- «اصول الفوائد الغرویة» مجموعه آرای فقهی وی و علاّ‌مه محمّدرضا نجفی است که توسط محمدباقر کمره‌ای گردآوری شده و در ۱۳۶۳خ چاپ شده است.[۵]
- نسخة خطی «حاشیه بر رسائل» مرتضی انصاری[۱]

## درگذشت
وی جمعه ۱۹ مهر ۱۳۰۸ خورشیدی برابر ۷ جمادی‌الاولی ۱۳۴۸ قمری درگذشت و در بقعه سیدالعراقین تخت فولاد اصفهان مدفون شد.